# Теорема Цыбенко
Теорема Цыбенко, Универсальная теорема аппроксимации — теорема, доказанная Джорджем Цыбенко в 1989 году, которая утверждает, что искусственная нейронная сеть прямой связи (англ. feed-forward; в которых связи не образуют циклов) с одним скрытым слоем может аппроксимировать любую непрерывную функцию многих переменных с любой точностью. Условиями являются: достаточное количество нейронов скрытого слоя, удачный подбор {\displaystyle \mathbf {w} _{1},\mathbf {w} _{2},\dots ,\mathbf {w} _{N},\mathbf {\alpha } ,} и {\displaystyle \mathbf {\theta } }, где
{\displaystyle \mathbf {w} _{i}} — веса между входными нейронами и нейронами скрытого слоя,
{\displaystyle \mathbf {\alpha } } — веса между связями от нейронов скрытого слоя и выходным нейроном,
{\displaystyle \mathbf {\theta } } — смещения для нейронов входного слоя.

## Формальное изложение
Пусть {\displaystyle \varphi } любая непрерывная сигмоидная функция, например, {\displaystyle \varphi (\xi )=1/(1+e^{-\xi })}. Тогда, если дана любая непрерывная функция действительных переменных {\displaystyle f} на {\displaystyle [0,1]^{n}} (или любое другое компактное подмножество {\displaystyle \mathbb {R} ^{n}}) и {\displaystyle \varepsilon >0}, то существуют векторы {\displaystyle \mathbf {w_{1}} ,\mathbf {w_{2}} ,\dots ,\mathbf {w_{N}} ,\mathbf {\alpha } } и {\displaystyle \mathbf {\theta } } и параметризованная функция {\displaystyle G(\mathbf {\cdot } ,\mathbf {w} ,\mathbf {\alpha } ,\mathbf {\theta } ):[0,1]^{n}\to R} такая, что для всех {\displaystyle \mathbf {x} \in [0,1]^{n}} выполняется
{\displaystyle {\big |}G(\mathbf {x} ,\mathbf {w} ,\mathbf {\alpha } ,\mathbf {\theta } )-f(\mathbf {x} ){\big |}<\varepsilon ,}
где
{\displaystyle G(\mathbf {x} ,\mathbf {w} ,\mathbf {\alpha } ,\mathbf {\theta } )=\sum _{i=1}^{N}\alpha _{i}\varphi (\mathbf {w} _{i}^{T}\mathbf {x} +\theta _{i}),}
и {\displaystyle \mathbf {w} _{i}\in \mathbb {R} ^{n},} {\displaystyle \alpha _{i},\theta _{i}\in \mathbb {R} ,} {\displaystyle \mathbf {w} =(\mathbf {w} _{1},\mathbf {w} _{2},\dots ,\mathbf {w} _{N}),} {\displaystyle \mathbf {\alpha } =(\alpha _{1},\alpha _{2},\dots ,\alpha _{N}),} и {\displaystyle \mathbf {\theta } =(\theta _{1},\theta _{2},\dots ,\theta _{N}).}

## Ссылка
- Cybenko, G. V. Approximation by Superpositions of a Sigmoidal function // Mathematics of Control Signals and Systems. — 1989. — Т. 2, № 4. — С. 303—314.
- Hassoun, M. Fundamentals of Artificial Neural Networks. — MIT Press, 1995. — С. 20, 48.